# Marcela Lagarde
María Marcela Lagarde y de los Ríos (Mexico, 30 décembre 1948) est une féministe, femme politique (PCM, PRD) et femme de lettres mexicaine.

## Biographie
Elle étudie l'ethnographie et l'anthropologie.
Elle débute son engagement politique aux côtés de partis gauchistes et, en 1968, elle participe aux mouvements sociaux au Mexique.
Elle est professeure de l'université nationale autonome du Mexique depuis 1975.
Elle est considérée comme une figure de l'anthropologie féministe au Mexique, avec Marta Lamas.

## Œuvres
- (1996) Género y feminismo : desarrollo humano y democracia
- (1998) Claves feministas para el poderío y la autonomía de las mujeres
- (1999) Una mirada feminista en el umbral del milenio
- (2000) Claves feministas para liderazgos entrañables
- (2001) Claves feministas para la autoestima de las mujeres
- (2001) Claves feministas para la negociación en el amor
- (2005) Para mis socias de la vida: claves feministas para el poderío y la autonomía de las mujeres, los lid
- (2008) Amor y sexualidad, una mirada feminista